# Narita (Chiba)
Narita (成田市 Narita-shi?) es una ciudad localizada en la Prefectura de Chiba. Es el sitio del Aeropuerto Internacional de Narita, el principal Aeropuerto Internacional que sirve a Tokio y el más grande de Japón.
Según datos de 1 de diciembre de 2013, la ciudad tiene una población estimada de 130,642 habitantes y una densidad de población de 611 habitantes por km². Su superficie total es de 213,840 km².

## Narita-san
Conocido también como Shinsho-ji (新 胜 寺) es un templo budista Shingon situado en el centro de Narita. Fue fundada en 940 por Kancho Daisōjō, discípulo de Kūkai (Kōbō Daishi). Es un lugar que incluye un gran complejo de edificios y jardines, y es uno de los templos más conocidos de la región de Kantō.